# Glaucestrilda
Glaucestrilda — рід горобцеподібних птахів родини астрильдових (Estrildidae). Представники цього роду мешкають в Африці на південь від Сахари. Раніше їх відносили до роду Астрильд (Estrilda), однак за результатами молекулярно-генетичного дослідження 2020 року вони були переведені до відновленого роду Glaucestrilda.

## Види
Виділяють три види:
- Астрильд червонохвостий (Glaucestrilda caerulescens)
- Астрильд темнодзьобий (Glaucestrilda perreini)
- Астрильд чорнохвостий (Glaucestrilda thomensis)

## Етимологія
Наукова назва роду Glaucestrilda походить від сполучення слова дав.-гр. γλαυκος — синьо-зелений і наукової назви роду Астрильд (Estrilda Swainson, 1827).